# François-Xavier Adjovi
Francois Xavier Adjovi est un joueur de scrabble francophone béninois, notamment Champion du monde de Scrabble Classique en 2023 et Champion d’Afrique 2018 du scrabble francophone.  

## Biographie

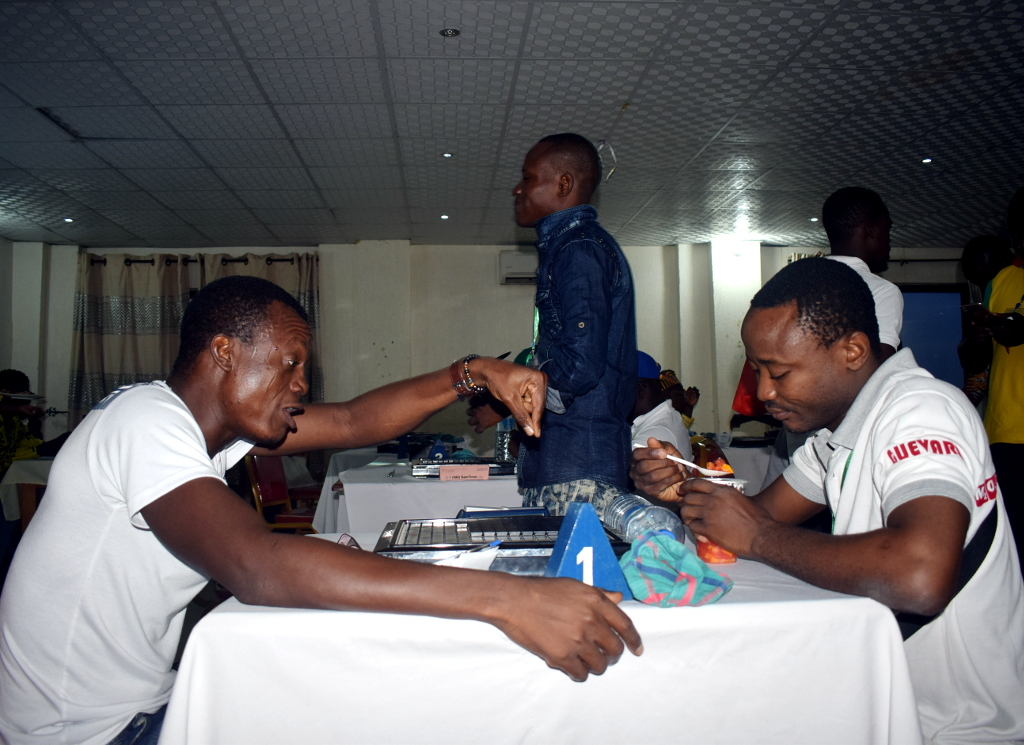
Adjovi François-Xavier lors d'un tour de scrabble.

François-Xavier Adjovi remporte le titre de champion du monde de scrabble classique en 2023, à Bulle, en s'imposant en finale face au joueur burkinabé Ousmane Lengane par 3 parties à 0.

## Palmarès

### Tournois majeurs
- Médaille d'Or au championnats du monde de scrabble classique :
  - Bulle en 2023
- Médaille de bronze à deux reprises aux championnats du monde de scrabble classique :
  - Rimouski en 2013
  - Louvain-la-Neuve en 2015[2].

- Champion d’Afrique 2018 de scrabble classique francophone,

- 2e au Festival de Cannes de Scrabble francophone (Coupe de Cannes événement principal) 2019
- Champion du monde 2023 - Suisse

### Tournois secondaires
Lors du 22e Festival de Cannes de Scrabble francophone en 2008 en France, il remporte quatre trophées dont trois titres de champion et une deuxième place de la Coupe de Cannes (Étape du Grand Chelem). En 2013 il gagne deux titres lors des tournois de Coupe des Îles de Lérins, la Jumelée à la Coupe du Port et la Coupe de la Fédération. Il remporte une médaille en argent lors de la coupe classique Open du mont Revard en marge du festival international d’Aix-les-Bains 2018,